# Террелл, Джаред
Джаред Террелл (англ. Jared Terrell; род. 10 февраля 1995 года в Уэймуте, штат Массачусетс, США) — американский баскетболист. На уровне колледжей выступал за Род-Айленд.

## Старшая школа
Родился в Уэймуте (штат Массачусетс). Кроме него, в семье двое братьев, Ройс II и Джордан. Карьеру на уровне старшей школы начал в Уэймуте, в среднем набирая 11 очков за матч. Во втором сезоне уже набирал по 16 очков за матч и помог команде выступить в Конференции Бэй Стэйт, дивизион Кэри, где она выступила с результатом 18-4. В следующем сезоне Террелл перешёл в школу Нью-Гэмптона (Нью-Гэмпшир), где его одноклубником был Ноа Вонле. Однако время, проведенное в Нью-Гэмпшире игрок вспоминает только как череду травм, в итоге вновь переход, на этот раз в Академию Брюстера. Здесь Террелл набирал в среднем 14,5 очка, совершал 5 подборов и отдавал по 3 результативных передачи. Он привел команду к титулу в Новой Англии и стал MVP турнира. Первоначально собирался выступать за «Оклахома Стэйт». однако затем передумал и принял приглашение Род-Айленда.

## Колледж
Несмотря на то, что четыре сезона подряд Род-Айленд проваливал, в первый год пребывания в колледже команда выступила с соотношением побед и поражений 23-10 и попала в региональный турнир NIT. Также игрок был включен в сборную новичков All-Atlantic. Во втором сезоне за колледж набирал в среднем 13,6 очка за матч, а результаты команды находились на уровне 17-15. Хотя показатели Террелла несколько ухудшились на следующий год (только 12,6 очков в среднем за игру), но команда финишировала с показателем 25-10 и попала на турнир NCAA.
В сентябре 2017 году у Террелла и его подруги Эвалис Лопес родился сын, Джаред-младший. 27 ноября Террелл набрал наивысший в карьере показатель в 32 очка и помог команде обыграть   Сетон Холл со счётом 75-74, забив за 5,2 секунды до конца решающий бросок. На следующий год стал лидером команды по набранным очкам (16,8) в среднем за матч. По итогам сезона попал в первую сборную All-Atlantic 10. На турнире NCAA команда выступила с результатом 26-8, а также победила Оклахому, 13 очков на счету Террелла. Во втором раунде Род-Айленд проиграл Дьюку, а игрок набрал 10 очков.

## Профессиональная карьера
Террелл подавал кандидатуру на Драфт НБА 2018 года, однако остался не выбранным. Тем не менее, клуб «Миннесота Тимбервулвз» предложил ему контракт, по которому он одновременно являлся игроком команды Лиги развития НБА «Айова Вулвз». Согласно условиям контракта, клуб, обладающий правами на игрока, может в любой момент заявить его на матчи основной команды.

## Статистика

### Статистика в НБА
| Сезон                                                                                    | Команда   | Регулярный сезон | Регулярный сезон | Регулярный сезон | Регулярный сезон | Регулярный сезон | Регулярный сезон | Регулярный сезон | Регулярный сезон | Регулярный сезон | Регулярный сезон | Регулярный сезон | Серия плей-офф | Серия плей-офф | Серия плей-офф | Серия плей-офф | Серия плей-офф | Серия плей-офф | Серия плей-офф | Серия плей-офф | Серия плей-офф | Серия плей-офф | Серия плей-офф |
| Сезон                                                                                    | Команда   | GP               | GS               | MPG              | FG%              | 3P%              | FT%              | RPG              | APG              | SPG              | BPG              | PPG              | GP             | GS             | MPG            | FG%            | 3P%            | FT%            | RPG            | APG            | SPG            | BPG            | PPG            |
| ---------------------------------------------------------------------------------------- | --------- | ---------------- | ---------------- | ---------------- | ---------------- | ---------------- | ---------------- | ---------------- | ---------------- | ---------------- | ---------------- | ---------------- | -------------- | -------------- | -------------- | -------------- | -------------- | -------------- | -------------- | -------------- | -------------- | -------------- | -------------- |
| 2018/19                                                                                  | Миннесота | 14               | 0                | 7,9              | 30,8             | 23,5             | 50,0             | 0,4              | 0,9              | 0,2              | 0,1              | 2,2              | Не участвовал  | Не участвовал  | Не участвовал  | Не участвовал  | Не участвовал  | Не участвовал  | Не участвовал  | Не участвовал  | Не участвовал  | Не участвовал  | Не участвовал  |
|                                                                                          | Всего     | 14               | 0                | 7,9              | 30,8             | 23,5             | 50,0             | 0,4              | 0,9              | 0,2              | 0,1              | 2,2              | Не участвовал  | Не участвовал  | Не участвовал  | Не участвовал  | Не участвовал  | Не участвовал  | Не участвовал  | Не участвовал  | Не участвовал  | Не участвовал  | Не участвовал  |
| Наведите курсор мыши на аббревиатуры в заголовке таблицы, чтобы прочесть их расшифровку. |           |                  |                  |                  |                  |                  |                  |                  |                  |                  |                  |                  |                |                |                |                |                |                |                |                |                |                |                |

### Статистика в Джи-Лиге
| Сезон                                                                                    | Команда     | Регулярный сезон | Регулярный сезон | Регулярный сезон | Регулярный сезон | Регулярный сезон | Регулярный сезон | Регулярный сезон | Регулярный сезон | Регулярный сезон | Регулярный сезон | Регулярный сезон | Серия плей-офф | Серия плей-офф | Серия плей-офф | Серия плей-офф | Серия плей-офф | Серия плей-офф | Серия плей-офф | Серия плей-офф | Серия плей-офф | Серия плей-офф | Серия плей-офф |
| Сезон                                                                                    | Команда     | GP               | GS               | MPG              | FG%              | 3P%              | FT%              | RPG              | APG              | SPG              | BPG              | PPG              | GP             | GS             | MPG            | FG%            | 3P%            | FT%            | RPG            | APG            | SPG            | BPG            | PPG            |
| ---------------------------------------------------------------------------------------- | ----------- | ---------------- | ---------------- | ---------------- | ---------------- | ---------------- | ---------------- | ---------------- | ---------------- | ---------------- | ---------------- | ---------------- | -------------- | -------------- | -------------- | -------------- | -------------- | -------------- | -------------- | -------------- | -------------- | -------------- | -------------- |
| 2018/19                                                                                  | Айова Вулвз | 32               | 22               | 31,9             | 39,0             | 29,5             | 76,7             | 4,0              | 2,3              | 1,6              | 0,3              | 15,3             | Не участвовал  | Не участвовал  | Не участвовал  | Не участвовал  | Не участвовал  | Не участвовал  | Не участвовал  | Не участвовал  | Не участвовал  | Не участвовал  | Не участвовал  |
|                                                                                          | Всего       | 32               | 22               | 31,9             | 39,0             | 29,5             | 76,7             | 4,0              | 2,3              | 1,6              | 0,3              | 15,3             | Не участвовал  | Не участвовал  | Не участвовал  | Не участвовал  | Не участвовал  | Не участвовал  | Не участвовал  | Не участвовал  | Не участвовал  | Не участвовал  | Не участвовал  |
| Наведите курсор мыши на аббревиатуры в заголовке таблицы, чтобы прочесть их расшифровку. |             |                  |                  |                  |                  |                  |                  |                  |                  |                  |                  |                  |                |                |                |                |                |                |                |                |                |                |                |

### Статистика в колледже
| Сезон                                                                                   | Команда    | GP  | GS  | MPG  | FG%  | 3P%  | FT%  | RPG | APG | SPG | BPG | PPG  |  |
| --------------------------------------------------------------------------------------- | ---------- | --- | --- | ---- | ---- | ---- | ---- | --- | --- | --- | --- | ---- |  |
| 2014/15                                                                                 | Род-Айленд | 33  | 31  | 27,1 | 37,1 | 31,9 | 71,4 | 2,4 | 1,5 | 1,4 | 0,2 | 9,2  |  |
| 2015/16                                                                                 | Род-Айленд | 32  | 32  | 35,5 | 39,7 | 34,7 | 75,0 | 3,4 | 2,6 | 1,2 | 0,3 | 13,6 |  |
| 2016/17                                                                                 | Род-Айленд | 35  | 34  | 30,7 | 41,9 | 34,6 | 75,0 | 2,9 | 2,0 | 1,0 | 0,2 | 12,6 |  |
| 2017/18                                                                                 | Род-Айленд | 34  | 34  | 33,2 | 42,7 | 41,4 | 82,1 | 3,5 | 2,4 | 1,5 | 0,2 | 16,8 |  |
|                                                                                         | Всего      | 134 | 131 | 31,6 | 40,6 | 36,5 | 76,3 | 3,0 | 2,1 | 1,3 | 0,2 | 13,1 |  |
| Наведите курсор мыши на аббревиатуры в заголовке таблицы, чтобы прочесть их расшифровку |            |     |     |      |      |      |      |     |     |     |     |      |  |

### Статистика в других лигах
| Сезон | Команда              | Лига                 | GP | GS | MPG  | FG%  | 3P%  | FT%   | RPG | APG | SPG | BPG | PFL | TOV | PPG  |
| --- | -------------------- | -------------------- | -- | -- | ---- | ---- | ---- | ----- | --- | --- | --- | --- | --- | --- | ---- |
| 2019/20 | Все клубы            | Все лиги             | 18 | 10 | 25,3 | 44,2 | 28,3 | 77,6  | 3,1 | 2,7 | 2,0 | 0,1 | 1,7 | 1,6 | 18,0 |
| 2019/20 | Хапоэль (Эйлат)      | Чемпионат Израиля    | 6  | 6  | 30,5 | 35,3 | 20,6 | 68,0  | 2,8 | 2,7 | 2,7 | 0,2 | 1,5 | 2,2 | 14,0 |
| 2019/20 | Днепр                | Чемпионат Украины    | 12 | 4  | 22,7 | 48,8 | 32,8 | 80,8  | 3,3 | 2,7 | 1,7 | 0,1 | 1,8 | 1,3 | 20,0 |
| 2020/21 | Все клубы            | Все лиги             | 47 | 46 | 24,6 | 40,1 | 34,9 | 81,3  | 2,9 | 2,2 | 1,0 | 0,0 | 1,5 | 1,1 | 13,4 |
| 2020/21 | Днепр                | Чемпионат Украины    | 44 | 43 | 24,6 | 40,3 | 36,7 | 80,9  | 2,8 | 2,2 | 1,0 | 0,0 | 1,5 | 1,1 | 13,6 |
| 2020/21 | Днепр                | Кубок Европы ФИБА    | 3  | 3  | 24,8 | 36,4 | 10,5 | 100,0 | 3,3 | 2,0 | 0,7 | 0,0 | 1,7 | 1,3 | 9,7  |
| 2021/22 | Все клубы            | Все лиги             | 13 | 3  | 20,6 | 46,2 | 38,1 | 66,7  | 1,5 | 1,5 | 1,0 | 0,1 | 0,9 | 1,2 | 10,3 |
| 2021/22 | Тюрк Телеком         | Чемпионат Турции     | 7  | 2  | 19,2 | 41,9 | 27,8 | 61,5  | 2,0 | 1,0 | 1,4 | 0,1 | 0,6 | 0,7 | 10,0 |
| 2021/22 | Тюрк Телеком         | Кубок Европы         | 6  | 1  | 22,3 | 52,4 | 51,9 | 75,0  | 0,8 | 2,2 | 0,5 | 0,0 | 1,3 | 1,7 | 10,7 |
| 2022/23 | Хапоэль (Эйлат)      | Чемпионат Израиля    | 18 | 12 | 28,1 | 35,9 | 28,8 | 81,5  | 2,3 | 3,1 | 0,7 | 0,0 | 2,6 | 2,2 | 11,2 |
| Всего | Всего                | Всего                | 96 | 71 | 24,9 | 40,8 | 32,9 | 78,9  | 2,6 | 2,3 | 1,1 | 0,0 | 1,7 | 1,4 | 13,4 |
| В чемпионате Украины | В чемпионате Украины | В чемпионате Украины | 56 | 47 | 24,2 | 42,4 | 36,0 | 80,9  | 2,9 | 2,3 | 1,2 | 0,0 | 1,6 | 1,2 | 15,0 |
| В чемпионате Израиля | В чемпионате Израиля | В чемпионате Израиля | 24 | 18 | 28,7 | 35,7 | 26,9 | 75,0  | 2,4 | 3,0 | 1,2 | 0,0 | 2,3 | 2,2 | 11,9 |
| Наведите курсор мыши на аббревиатуры в заголовке таблицы, чтобы прочесть их расшифровку Статистика приведена с сайта basketball.realgm.com |                      |                      |    |    |      |      |      |       |     |     |     |     |     |     |      |